# Aléxandros Schinas
Aléxandros (Alékos) Schinas (em Grego: Αλέξανδρος Σχινάς) (Serres, 1870 - Vólos, 1913), foi um professor grego simpatizante do anarquismo adepto da Propaganda pelo Ato. Schinas assassinou o rei Jorge I da Grécia em 1913 na cidade de Salonica. Após duras torturas morreu defenestrado do terceiro andar de uma delegacia.

## Biografia

### Passagem pelos Estados Unidos
Schinas havia trabalhado em uma lavanderia na Quinta Avenida na cidade de Nova York (fechada em 1908) e após sua prisão o também grego Erastosthemus Charnns, que a época trabalhava como garçon no Hotel Bevedere se lembrou de Schinas como um ávido leitor de literatura anarquista que passava noites em Manhattan "fazendo amizade com pensadores radicais fervorosos". Segundo Charnns Schinas sempre se pronunciava abertamente contra governos e especialmente contra a aristocracia e a monarquia, alegando que os homens comuns eram potencialmente tão capazes quanto nobres e reis que só se achavam superiores por serem educados. Outra de suas afirmações corriqueiras dava conta do fato de ser uma vergonha que seus três milhões de compatriotas cuja nação possuía uma história tão nobre e gloriosa, se deixassem ser governados por um rei.

### Retorno a Grécia

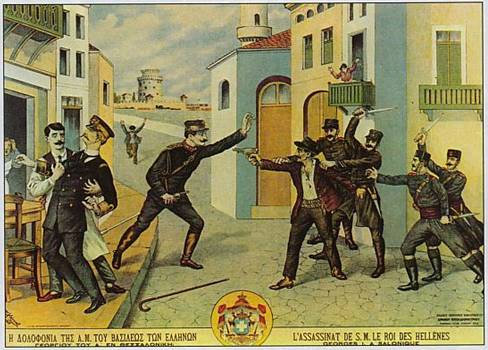
Cartão postal representando o assassinato do rei.

Retornando à Grécia Schinas criou uma escola libertária na sua cidade natal. Esta no entanto foi fechada pelo governo grego por espalhar ideias antigovernamentais. Dois dos professores da escola foram sentenciados a prisão, mas Schinas escapou sem ser preso. As autoridades também destruíram um número considerável de livros e panfletos publicados pela escola, os quais afirmavam conter "doutrina anarquista que ameaçava o rei".

### Regicídio

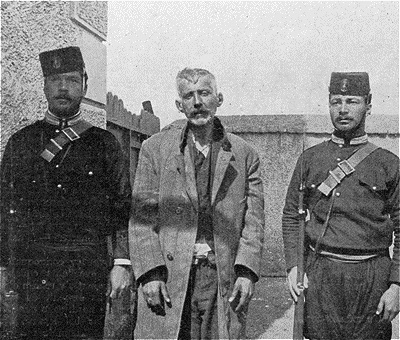
Schinas sub a custórida de dois policiais.

Em 18 de Março de 1913, cerca das 17:15 , Schinas disparou contra o rei Jorge I pelas costas a uma distância de dois passos enquanto o rei caminhava pela cidade de Thessalonica nas proximidades da Torre Branca. A região onde se encontra a cidade havia sido recentemente tomada pelo exército grego em guerra contra a Bulgária. A bala disparada por Schinas acertou em cheio no coração e no pulmão esquerdo entrando abaixo do ombro do rei, indo se alojar no estômago real. Ao chegar ao hospital Jorge I já estava morto.

### Especulações e motivações

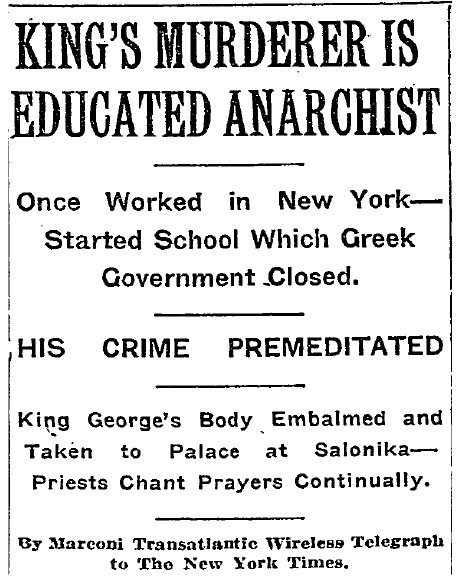
Manchete do New York Times O assassino do rei é um anarquista educado.

Nos dias que se seguiram, o assassinato do Rei Jorge I da Grécia pelo anarquista Aléxandros Schinas se tornaria manchete de capa nos principais jornais de todo o mundo, levantando uma série de especulações.
Várias teorias sobre os motivos reais da ação Schinas passaram a ocupar as páginas dos jornais e as discussões em cafés por todo o mundo. Alguns meios conjecturavam se sua ação era fruto de algum tipo de retardo mental, outros que havia sido encomendada por governos estrangeiros. As suspeitas pesavam sobre a Bulgária que poderia utilizar o fato como uma forma de vingança pela recente perda de seus territórios entre os quais a Tessalonika; mas também sobre o Império Austro-Húngaro por razões políticas, bem como sobre o Império Alemão cuja morte de Jorge I poderia beneficiar dinasticamente alguns príncipes germânicos. No entanto nenhuma dessas especulações foi formalmente comprovada.
Segundo o cônsul grego em Tessalônica, Demétrius Botassi, Schinas teria executado o rei não só por não gostar de governos mas também como forma de vingança, uma vez que nutria um sentimento de raiva pessoal contra o monarca em cujo governo se deu o encerramento da escola libertária Ergatikon Kentron (Centro dos Trabalhadores em grego) que abrira em Vólos juntamente com outros anarquistas. A despeito deste fato, o assassinato seria amplamente utilizado pelo governo grego e seus aliados para declarar guerra contra o Império Turco-Otomano, o governo que fora formalmente acusado de envolvimento. Este episódio por sua vez repercutiria de tal forma que seus ecos contribuiriam para o desencadeamento da Primeira Guerra Mundial.

### Prisão

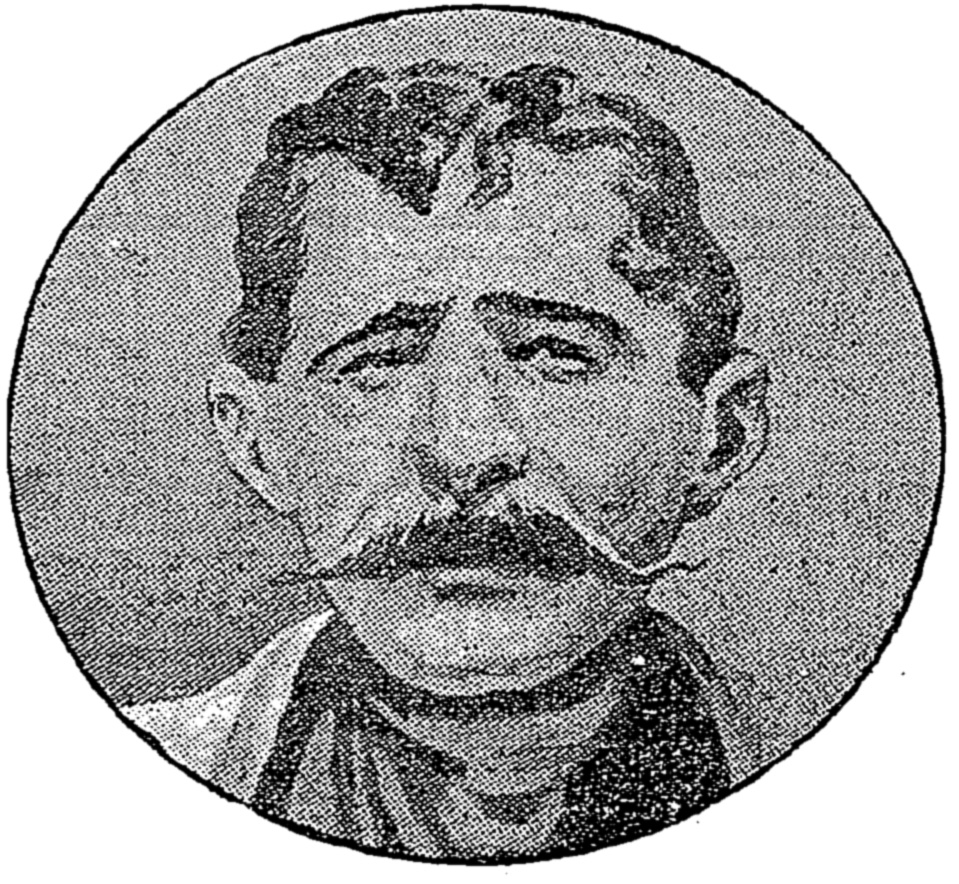
Caricatura de Alexandros Schinas

Schinas foi levado sob custódia imediatamente, inicialmente se recusando a explicar a razão do atentado, mas quando questionado por um oficial se ele não tinha "amor" por seu pais, ele respondeu que era contra governos. Schinas permaneceu calmo todo o evento ao ponto de alguns especularem se ele de fato seria o responsável por suas ações. Mais tarde, Schinas declararia que havia assassinado o rei após este ter lhe recusado o dinheiro que havia lhe pedido  Posteriormente o governo grego emitiu notas afirmando que Schinas era um alcoólico vagabundo.

### Morte
Schinas foi terrivelmente torturado durante toda a noite seguinte, sendo "forçado a exames íntimos", e ainda assim se recusou oferecer nomes de qualquer um de seus cúmplices. Em 6 de Maio, ele é assassinado após ser lançado da janela do terceiro andar de uma delegacia em Tessalónica.[carece de fontes?] Oficialmente as autoridades emitiram uma nota à imprensa afirmando que Schinas havia cometido suicídio.